# بازی‌های آفریقایی ۲۰۱۱
بازی‌های آفریقایی ۲۰۱۱ (انگلیسی: 2011 All-Africa Games) یک رویداد چندورزشی است که از ۳ تا ۱۸ سپتامبر ۲۰۱۱ در ماپوتو، موزامبیک برگزار شده است.

## ورزش‌ها
- دو و میدانی (۴۶+۲۷) (جزئیات)
- بدمینتون (۶) (جزئیات)
- بسکتبال (۲) (جزئیات)
- والیبال ساحلی (۲) (جزئیات)
- بوکس (۱۰) (جزئیات)
- قایقرانی (۱۵) (جزئیات)
- شطرنج (۱۲) (جزئیات)
- دوچرخه‌سواری (۵) (جزئیات)
- فوتبال (۲) (جزئیات)
- هندبال (۲) (جزئیات)
- جودو (۱۴) (جزئیات)
- کاراته (۱۶) (جزئیات)
- نتبال (۱) (جزئیات)
- قایقرانی بادبانی (۶) (جزئیات)
- شنا (۳۹+۶) (جزئیات)
- تنیس روی میز (۷) (جزئیات)
- تکواندو (۱۶) (جزئیات)
- تنیس (۶) (جزئیات)
- ورزش سه‌گانه (۲) (جزئیات)
- والیبال (۲) (جزئیات)

## کشورهای شرکت‌کننده
در زیر فهرست از کشورهایی است که در بازی‌های آفریقایی در سال ۲۰۱۱ شرکت کردند:
- الجزایر (۲۶۵)
- آنگولا
- بنین
- بوتسوانا
- بورکینافاسو
- بوروندی
- کامرون (۲۱۰)
- کیپ ورد
- جمهوری آفریقای مرکزی
- چاد
- کومور
- جمهوری کنگو
- ساحل عاج
- جیبوتی
- جمهوری دموکراتیک کنگو
- مصر
- گینه استوایی
- اریتره
- اتیوپی
- گابن
- گامبیا
- غنا
- گینه
- گینه بیسائو
- کنیا
- لسوتو
- لیبریا
- لیبی
- ماداگاسکار
- مالاوی
- مالی
- موریتانی
- موریس
- موزامبیک
- نامیبیا
- نیجر
- نیجریه
- رواندا
- سائوتومه و پرنسیپ
- سنگال
- سیشل
- سیرالئون
- سومالی
- آفریقای جنوبی
- سودان جنوبی[۲]
- سودان
- سوازیلند
- تانزانیا
- توگو
- تونس (۷۲)
- اوگاندا
- زامبیا
- زیمبابوه

## جدول مدال‌ها
در زیر جدول نهایی مدال‌ها پس از پایان بازی‌های آفریقایی ۲۰۱۱ قرار دارد.
  *   کشور میزبان (موزامبیک)
| رتبه            | کشور                        | طلا | نقره | برنز | مجموع |
| --------------- | --------------------------- | --- | ---- | ---- | ----- |
| ۱               | آفریقای جنوبی (RSA)         | ۶۱  | ۵۵   | ۴۰   | ۱۵۶   |
| ۲               | مصر (EGY)                   | ۳۲  | ۱۴   | ۲۰   | ۶۶    |
| ۳               | نیجریه (NGR)                | ۳۱  | ۲۸   | ۳۹   | ۹۸    |
| ۴               | تونس (TUN)                  | ۲۹  | ۲۶   | ۱۳   | ۶۸    |
| ۵               | الجزایر (ALG)               | ۲۲  | ۲۹   | ۳۳   | ۸۴    |
| ۶               | کنیا (KEN)                  | ۱۴  | ۱۴   | ۲۲   | ۵۰    |
| ۷               | سنگال (SEN)                 | ۸   | ۸    | ۱۷   | ۳۳    |
| ۸               | کامرون (CMR)                | ۸   | ۵    | ۲۰   | ۳۳    |
| ۹               | اتیوپی (ETH)                | ۶   | ۱۰   | ۱۲   | ۲۸    |
| ۱۰              | آنگولا (ANG)                | ۶   | ۱۰   | ۱۰   | ۲۶    |
| ۱۱              | زیمبابوه (ZIM)              | ۶   | ۷    | ۲    | ۱۵    |
| ۱۲              | غنا (GHA)                   | ۴   | ۵    | ۸    | ۱۷    |
| ۱۳              | موریس (MRI)                 | ۴   | ۲    | ۷    | ۱۳    |
| ۱۴              | اوگاندا (UGA)               | ۴   | ۱    | ۳    | ۸     |
| ۱۵              | بوتسوانا (BOT)              | ۲   | ۵    | ۹    | ۱۶    |
| ۱۶              | ساحل عاج (CIV)              | ۲   | ۵    | ۸    | ۱۵    |
| ۱۷              | گابن (GAB)                  | ۲   | ۲    | ۱    | ۵     |
| ۱۸              | سودان (SUD)                 | ۲   | ۰    | ۰    | ۲     |
| ۱۹              | سیشل (SEY)                  | ۱   | ۴    | ۹    | ۱۴    |
| ۲۰              | مالی (MLI)                  | ۱   | ۲    | ۲    | ۵     |
| ۲۱              | رواندا (RWA)                | ۱   | ۲    | ۰    | ۳     |
| ۲۲              | نامیبیا (NAM)               | ۱   | ۱    | ۵    | ۷     |
| ۲۳              | لیبریا (LBR)                | ۱   | ۰    | ۱    | ۲     |
| ۲۴              | بورکینافاسو (BUR)           | ۱   | ۰    | ۰    | ۱     |
| ۲۵              | موزامبیک (MOZ)*             | ۰   | ۴    | ۸    | ۱۲    |
| ۲۶              | جمهوری کنگو (CGO)           | ۰   | ۳    | ۵    | ۸     |
| ۲۷              | ماداگاسکار (MAD)            | ۰   | ۲    | ۳    | ۵     |
| ۲۸              | زامبیا (ZAM)                | ۰   | ۱    | ۱    | ۲     |
| ۲۹              | تانزانیا (TAN)              | ۰   | ۱    | ۰    | ۱     |
| ۳۰              | جمهوری دموکراتیک کنگو (COD) | ۰   | ۰    | ۶    | ۶     |
| ۳۱              | لسوتو (LES)                 | ۰   | ۰    | ۳    | ۳     |
| ۳۲              | سوازیلند (SWZ)              | ۰   | ۰    | ۲    | ۲     |
| ۳۲              | نیجر (NIG)                  | ۰   | ۰    | ۲    | ۲     |
| ۳۴              | توگو (TOG)                  | ۰   | ۰    | ۱    | ۱     |
| ۳۴              | سائوتومه و پرنسیپ (STP)     | ۰   | ۰    | ۱    | ۱     |
| ۳۴              | لیبی (LBA)                  | ۰   | ۰    | ۱    | ۱     |
| مجموع (۳۶ کشور) | مجموع (۳۶ کشور)             | ۲۴۹ | ۲۴۶  | ۳۱۴  | ۸۰۹   |